# John Davis (explorador)
John Davis (Sandridge, outubro de 1550 — Bintão, 27 ou 29 de dezembro de 1605), foi um dos principais navegadores e exploradores ingleses no reinado de Isabel I, especialmente nas regiões polares. Navegador por águas do Ártico mas também no Atlântico Sul e Pacífico, Davis é o descobridor das ilhas Malvinas (Falkland).

## Biografia
John Davis, também grafado Davys, nasceu em outubro de 1550 em Sandridge, perto do porto pesqueiro de Dartmouth. Sendo ainda criança, fez-se marinheiro e embarcou com Adrian Gilbert, conhecendo Walter Raleigh. Os três provinham de famílias de Devon, o que favoreceu seguramente a sua amizade.

### As expedições ao Ártico
Em janeiro de 1583 Davis parece ter concebido um plano sobre uma passagem do Noroeste para Francis Walsingham, secretário da rainha, e o seu assessor geográfico John Dee. Depois de um período de consultas, em 1585 iniciou a sua primeira expedição ao noroeste. O navio e o dinheiro foram proporcionados por comerciantes de Londres, e Davis partiu de Darmouth em 7 de junho desse ano, comandando o Sunneshine de Londres (50 ton.) e o Mooneshine de Dartmouth (35 ton.) (ou o Moonelight, como lhe chamava Davis). Após encontrar a fronteira de gelo na costa oriental da Gronelândia, prosseguiu para sul até ao cabo Farewell; daí voltou uma vez mais para norte, costeando o litoral ocidental da Gronelândia, até que, ao encontrar mar livre de gelo, se dirigiu para oeste pensando ter dado com a via para a China. Cruzou as águas que hoje ostentam o seu nome —estreito de Davis— e aos 66° N encontrou as costas da ilha de Baffin. Apesar de ter seguido para norte entrando pelo Cumberland Sound, com a esperança de que fosse a desejada passagem, teve que regressar em finais de agosto. Chegou a Inglaterra no dia 30 de setembro.
Tentou de novo três anos depois, em 1586, zarpando em 7 de maio, com os mesmos barcos, aos quais se uniram o Mermayde (120 ton.) e uma pinaça, a North Starre (10 ton.). a expedição se dividiu, indo o Sunneshine e o Norte Starre para norte, tentando encontrar a passagem entre a Gronelândia e a Islândia. Não conseguiram passar, retidos pelo gelo, e o North Starre acabou por se perder numa tormenta. Os outros dois barcos continuaram a mesma rota do ano anterior, conseguindo chegar ao estreito de Davis. Encontraram piores condições que na anterior viagem e o Mermayde, pouco adequado para navegar no gelo, foi enviado de regresso. O Mooneshine continuou a cruzar as águas do estreito até à costa da ilha de Baffin, mas o gelo deteve-o aproximadamente aos 67° N. Davis navegou então para sul, até aproximadamente aos 54°30' N (Hamilton Inlet) e empreendeu o regresso, chegado a casa em 14 de outubro.

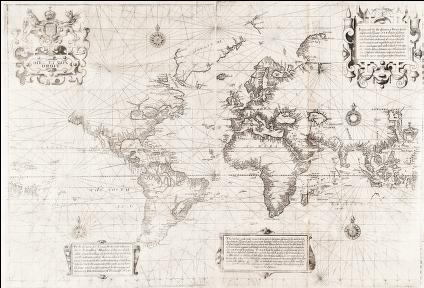
«Grande mapa do mundo» (1598-1600) de Edward Wright, que inclui alguns descobrimentos de Davis

Em 19 de maio de 1589 Davis partiu na sua terceira e última viagem ao Ártico numa pequena pinaça de 20 toneladas, a Ellen, de Londres. Navegou com condições excecionais costeando a lo largo da costa ocidental da Gronelândia em águas livres até aos 72°12' N de latitude (um pouco a norte de Upernavik) antes de o gelo lhe ter impedido a passagem. Seguiu para oeste até novamente ter sido bloqueado pelo gelo. Virou para sul costeando a ilha de Baffin e explorou de novo o golfo do Cumberland Sound, e observou as entradas do «Lumley Lord's Inlet» —hoje a baía de Frobisher— e do estreito de Hudson —que descreveu como um «violento redemoinho» («furious overfall»)— e deu nome ao cabo Chudleigh (hoje o cabo Chidley), no seu limite sudeste. Seguiu para sul, contornando a costa da península do Labrador e entrou no fiorde de Labrador, que ainda hoje tem o seu nome («Davis Inlet») e finalmente chegou às imediações do «Hamilton Inlet», antes de orientar proa na direção este, de regresso às ilhas Britânicas. Retornou a casa em 15 de setembro, após navegar com êxito a sua pequena embarcação através de mais de 20° de águas árticas.
Neste último périplo, Davis fez mapas dos grandes estreitos das costas da Gronelândia, ilha de Baffin e península do Labrador, anotou cuidadosamente muitas observações sobre as condições do gelo, o terreno, as formações rochosas, o clima, a vegetação e a vida animal. A sua descrição dos esquimós é uma das primeiras e mais exatas sobre os seus hábitos de vida. O seu Traverse book desta viagem converteu-se num modelo a seguir. As cartas originais de Davis destas viagens estão perdidas, mas as anotações dos seus descobrimentos foram recolhidas nos mapas da época publicados depois do seu regresso, como no famoso Globo Molyneux (1592) de Emery Molyneux e sobretudo no «Grande mapa do mundo» (1598-1600) do seu amigo, o matemático Edward Wright.

### Outras viagens

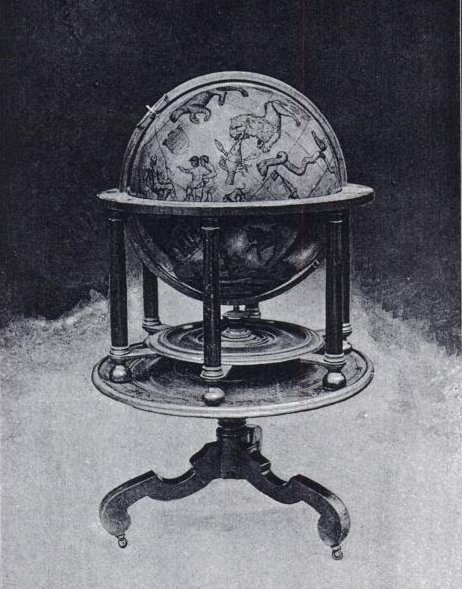
Globo Molyneux (1592), que já inclui alguns descobrimentos de Davis

Em 1588 parece ter comandado o Black Dog contra a Armada Espanhola; em 1589 uniu-se ao conde de Cumberland no arquipélago dos Açores, e em 1591 acompanhou Thomas Cavendish na sua última viagem, na tentativa de realizar a sua segunda circum-navegação do mundo (a primeira tinha feito Cavendish em 1586-88 a bordo do mesmo navio, o Desire; a primeira circum-navegação inglesa tinha sido feita por Francis Drake um ano antes, em 1585; e a primeira circum-navegação de todas foi a de Juan Sebastián Elcano na expedição de Magalhães de 1519-21), com o propósito especial, como ele próprio nos diz, de "procurar descobrimentos no noroeste pela parte de trás da América". Depois de o resto da expedição de Cavendish regressar sem êxito, Davis seguiu por sua própria conta tentando chegar ao estreito de Magalhães. Derrotado pelo mau tempo, descobriu as ilhas Malvinas (Falkland) em agosto de 1592 a bordo do navio Desire. A sua tripulação foi obrigada a matar, para alimentar-se, cerca de 24 000 pinguins, embora na sua biografia diga que mataram 25 510 pinguins. Armazenaram toda carne de pinguim que conseguiram e fizeram o regresso a casa, mas a carne ao chegar aos trópicos apodreceu, o que fez com que o regresso fosse terrível e desastroso, voltando apenas catorze dos seus setenta e seis homens.
Depois do seu regresso em 1593, publicou um valioso tratado sobre práticas de navegação, The Seaman's Secrets (1594), e um trabalho mais teórico, The World's Hydrographical Description (1595). A sua invenção do duplo quadrante (chamado "quadrante de Davis" em sua homenagem) foi muito usada pelos navegadores ingleses até bem depois da introdução do octante.
Em 1596-97 Davis parece ter navegado com Raleigh (como mestre do próprio navio de Sir Walter) até Cádis e Açores, e em 1598-1600 acompanhou uma expedição holandesa às Índias Orientais como piloto, navegando a partir de Flushing e regressando a Middleburg, escapando por pouco da destruição da traição de Achin em Samatra.
Em 1601-03 acompanhou Sir James Lancaster como primeiro piloto na sua viagem ao serviço da Companhia Britânica das Índias Orientais, e em dezembro de 1604 navegou de novo com o mesmo destino como piloto de Sir Edward Michelborne (ou Michelbourn). Nessa viagem foi assassinado por piratas japoneses frente a Bintão, no arquipélago de Riau, perto de Samatra.

## Reconhecimentos
Muitos pontos nas latitudes árticas — Cumberland Sound, cabo Walsingham, Sound Exeter, etc.— conservam ainda os nomes que Davis lhes deu. Davis é considerado, juntamente com William Baffin e Henry Hudson, um dos mais importantes exploradores e pioneiros do Ártico. Partilha com Martin Frobisher (que chegou uns anos antes, na década de 1570), a honra de ser um dos descobridores do estreito de Hudson, que dá acesso à baía de Hudson.